# محمد رفيع
محمد علي رفيع (26 يوليو 1972 -) هو كاتب وكاتب سيناريو مصري.

## حياته
مواليد حي الظاهر بالقاهرة في 1972. وعاش حياته الدراسية في مدينة رأس غارب تلك المدينة البترولية الشهيرة في محافظة البحر الأحمر المصرية، بعد انتقال والده للعمل كمدرساً للغة الإنجليزية بالمدينة، لكنه كان مهتماً بفكرة مستقبل المدينة إذا نفد البترول منها ولذلك اتجه للصحراء باحثا عن التعدين مرة وباحثا عن الزراعة مرات.
حصل على بكالوريوس الحاسب الآلي من كلية العلوم من جامعة قناة السويس سنة 1995، إلا أنه كان يميل للمسرح فأنشأ فرقة مسرحية مع أصدقائه بالكلية، ثم اتجه للكتابة بعد عدة ورش وندوات حضرها ودرس بأكاديمية فنون وتكنولوجيا السينما قسم السيناريو حتى تخرج منها عام 2003.
عاش محمد مع والده تلك الجولات الاستكشافية في الصحراء والتي أسفرت في النهاية عن اكتشاف مدينة جديدة بين رأس غارب والغردقة تسمى وأدى دارة كأول مدينة زراعية بالمحافظة، لكنها لم تنمو على الأرض بشكل حقيقي إلا بعد رحيل الأب.
أنشأ فيها مع أصدقائه فرقة مسرحية تمثل كلية العلوم وانطلق مع فرقة الإسماعيلية لتمثيل أدوار صغيرة في مسرحها التابع للثقافة الجماهيرية وقصور الثقافة وقدم مع هذه الفرقة عروضا في الاسماعيلية والإسكندرية التقى فيها مع المخرج  الشاب وائل إحسان مكتشف شخصية اللمبى ومخرج الأفلام الشبابية، لكن الدراسة حالت بينه وبين تكملة المشوار المسرحي، عاد محمد إلى الغردقة المدينة السياحية الشهيرة  مع والديه يعمل في مجالات عدة ويكتب القصص القصيرة وبدأب يبعث بها على مواقع الإنترنت حيث ان دراسة الكمبيوتر أتاحت له العمل على الإنترنت مبكرا، غير أنه انتقل للقاهرة بحثا عن لقمة العيش في 1997 بعد عامين قضاهما في الغردقة عاملا بالسياحة مرة وبالصيد مرات، في القاهرة عاصمة الثقافة تعرف على الوسط الثقافى حضر الندوات المختلفة في القاهرة كندوة الكاتب الكبير محمد جبريل وندوة الروائى علاء الأسوانى وورشة الزيتون مع الشاعر شعبان يوسف وأصدر أول كتاب مشترك مع صديقين له بعنوان «بوح الارصفة» ثم تبعه بمجموعة قصصية بعنوان «أبن بحر» وبعدها بسنوات مجموعة قصصية أخرى بعنوان «أبهة الماء» وفي هذه الاثناء كون العديد من الجماعات الأدبية مع أصدقائه الكتاب مثل ريشة وقرطاس والمرصد الحضارى للتنمية الثقافية وجماعة الرواية العالمية التي تخصصت في روايات نوبل كنجيب محفوظ وماركيز والتركى اورهان باموق  وغيرهم من الكتاب كباترك زوسكند وميلان كونديرا.
تعرف على حرفة السيناريو لأول مرة على يد المخرج الكبير حسين حلمى المهندس.

## الأعمال والإصدارات

### في مجال الادب
- بوح الارصفة «مجموعة قصصية»      2003
- ابن بحر      «مجموعة قصصية»        2005
- أبهة الماء “مجموعة قصصية            2009
- ساحل الغواية     «رواية»           2011
- عسل النون «مجموعة قصصية»       2015

### في مجال السيناريو السينمائي
قام بكتابة العديد من السيناريوهات منها
- «الحاوي خطف الطبق»
- «معجزة» عن قصص للكاتب الكبير نجيب محفوظ.
- «جافون» قصة معدة خصيصا للسينما.
- كتب سيناريو الفيلم التسجيلي «ستر الحياة»
- الفيلم الروائي القصير «مدد يا طاهرة»
- الفيلم الروائي الطويل كارما إخراج خالد يوسف[4]

وله ورشة لتدريس السيناريو بوسط القاهرة منذ عشر سنوات تخرج منهما العديد من المشتغلين بالسينما والأدب منهم محمد صادق صاحب فيلم «هيبتا» وايناس لطفي مؤلفة فيلم «بشتري راجل» وشيماء المارية الروائية والسيناريست وآخرين

### في مجال النقد السينمائي
ينشر مقالات نقد أفلام ومقالات عامة في فن السينما في مجلة الهلال الشهرية، مجلة أبيض وأسود ومجلة الفيلم غيرها من المجلات والصحف المصرية والعربية

### العضويات
عضو نقابة السينمائيين المصرية قسم السيناريو
عضو نادى القصة بالقاهرة واتحاد الكتاب المصري وأتيليه القاهرة، نقابة المهن السينمائية

## الجوائز والتكريمات
- حصل على جائزة مؤسسة ساويرس الأدبية لأحسن مجموعة قصصية فرع الشباب عن عام 2012 وهي مجموعة أبهة الماء.[5]
- تم ترشيح مجموعته القصصية عسل النون في القائمة القصيرة لجائزة الملتقى العربية بالكويت 2016 [5]
- تم تكريمه بمؤتمر أدباء مصر المقام في محافظة البحر الأحمر وبورشة الزيتون الابداعية بالقاهرة وفي القصر الأميري بالكويت على منتجه الأدبي بالإضافة إلى العديد من المنتديات الأدبية المصرية[6]
- تم تكريمه في روسيا في مؤتمر تشيكوف 2019 وحصل على ميدالية المؤتمر الذهبية [7]